# آنا زانینوویچ
آنا زانینوویچ (انگلیسی: Ana Zaninović؛ زادهٔ ۲۶ ژوئن ۱۹۸۷) تکواندوکار اهل کرواسی است که در مسابقات جهانی تکواندو ۲۰۱۱ برندهٔ مدال طلا شد.